# Råkvåg
Råkvåg este o localitate din comuna Rissa, provincia Sør-Trøndelag, Norvegia, cu o suprafață de 0,39 km² și o populație de 238 locuitori (2013).